# Plebicula parnassica
Plebicula parnassica är en fjärilsart som beskrevs av Brown 1977. Plebicula parnassica ingår i släktet Plebicula och familjen juvelvingar. Inga underarter finns listade i Catalogue of Life.